# Съёмка с экрана
Съёмка с экрана, пересъёмка, камрип — процесс копирования кинематографического, телевизионного, реже фотографического изображения, осуществляемый одновременно с показом кинофильма.
Применяется при создании фильма для получения спецэффектов методами рир-проекции, фронт-проекции, а также при использовании элементов кинопоказа в сюжете фильма.
Является одним из распространённых методов работы нарушителей авторского права в области кинопродукции.

## Съёмка с проекционного экрана
При съёмке с киноэкрана удовлетворительное качество изображения может быть получено при синхронизации обтюраторов кинопроектора и киносъёмочного аппарата. То же относится к киносъёмке с экрана телевизора. В противном случае изображение конкретного кадра будет неполным (частично перекрываясь обтюраторами аппаратуры) или не будет получено вообще. В профессиональных условиях это осуществляется механическими (вплоть до прямой связи протягивающих механизмов проектора и киноаппарата) и электрическими методами.
Кинолюбители чаще применяют более простую покадровую съёмку.
При отсутствии синхронизации можно получить приемлемо качественное фотоизображение статической сцены, осуществляя фотосъёмку с выдержкой, заведомо большей, нежели удвоенное время показа одного кадра. Например, при стандартной частоте проекции 24 кадра в секунду удвоенное время показа одного кадра составляет около 1/12 секунды, следовательно приемлемая выдержка составляет 1/25 секунды.
Любительские кино- и видеосъёмки с экрана кинотеатра поэтому делятся на две основные группы:
- «Экранка» (CamRip) — съёмка без точной синхронизации. Если она осуществляется на киноплёнку, то частота кадров такой копии составляет 8-12 кадров в секунду. Так как яркость проекционного экрана составляет ок. 30 кд/м², приходится применять высокочувствительную плёнку (250 и более ед. ГОСТ) и выставлять диафрагму ок 2-2.8.
- «Telesync» — съёмка с синхронизацией, при которой камера получает от проекционного оборудования какой-либо сигнал, позволяющий точно определить момент полного открытия обтюратора проектора.

## Съёмка с телевизионного экрана
В настоящее время применяется в основном в научно-исследовательских целях, благодаря:
- существенному отличию передающих телевизионных трубок и матриц от киноплёнки по спектральной чувствительности. Особый интерес представляет съёмка в инфракрасном диапазоне спектра, где чувствительность мишеней видиконов и особенно плюмбиконов очень высока.
- существенно более высокой светочувствительности передающих телевизионных трубок и матриц, позволяющей снимать при чрезвычайно низкой освещённости (например, в случае наблюдения за жизнью ночных животных).
- малым габаритам и бесшумности видеокамер по сравнению с киносъёмочной техникой, что позволяет производить съёмку в малодоступных местах, не нарушая покой снимаемых объектов.

Всё это позволяет зарегистрировать на киноплёнке процессы, изображение которых напрямую получить сложно или невозможно. При этом непосредственная съёмка с экрана кинескопа практически не применяется: полученное электронное изображение печатается на киноплёнку фильм-рекордером.
До изобретения видеомагнитофона в 1956 году съёмка с экрана кинескопа на киноплёнку была единственным способом консервации телевизионного изображения.
Однако низкое разрешение телевизионного изображения и проблемы синхронизации оборудования делают применение данного метода очень ограниченным.

Любительская киносъёмка с экрана, без точной синхронизации, осуществима, как и при съёмке с проекционного экрана, при пониженной (до 8-12 против 25) частоте кадров киноаппарата. Однако некоторые любители для этой цели получали телевизионное изображение на осциллографах с длительным (около 0.2с) послесвечением, тем самым избавляясь от тёмных полос и на нормальной скорости съёмки.
По мере развития цифровых систем записи изображения и удешевлением портативного видеозаписывающего оборудования необходимость в такой пересъёмке к началу XXI века практически сошла на нет.